# Nueva Valencia

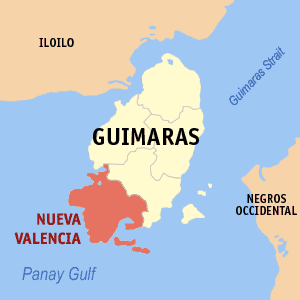
Bản đồ Guimaras với vị trí của Nueva Valencia

Nueva Valencia là một đô thị hạng 4 ở tỉnh Guimaras, Philippines. Theo điều tra dân số năm 2000 của Philipin, đô thị này có dân số 30.716 người trong 6.043 hộ. 

## Các đơn vị hành chính
Nueva Valencia được chia ra 20 barangay.
| - Cabalagnan - Calaya - Canhawan - Dolores - Guiwanon - Igang - Igdarapdap - La Paz - Lanipe - Lucmayan | - Magamay - Napandong - Pandaraonan - Panobolon - Poblacion - Salvacion - San Antonio - San Roque - Santo Domingo - Tando |